# Pouligny-Saint-Martin
Pouligny-Saint-Martin ist eine französische Gemeinde mit 232 Einwohnern (Stand: 1. Januar 2022) im Département Indre in der Region Centre-Val de Loire. Sie gehört zum Arrondissement La Châtre, zum Kanton La Châtre und zum Gemeindeverband Châtre et Sainte Sévère.

## Lage
Die Gemeinde Pouligny-Saint-Martin liegt an der Indre, etwa 38 Kilometer südsüdöstlich von Châteauroux. Umgeben wird Pouligny-Saint-Martin von den Nachbargemeinden Le Magny im Nordwesten und Norden, Briantes im Norden und Nordosten, Sainte-Sévère-sur-Indre im Osten, Pouligny-Notre-Dame im Süden sowie Chassignolles im Westen und Nordwesten.

## Bevölkerungsentwicklung
| Jahr                       | 1962 | 1968 | 1975 | 1982 | 1990 | 1999 | 2006 | 2013 | 2020 |
| Einwohner                  | 355  | 328  | 270  | 240  | 238  | 254  | 251  | 229  | 227  |
| Quellen: Cassini und INSEE |      |      |      |      |      |      |      |      |      |

## Sehenswürdigkeiten

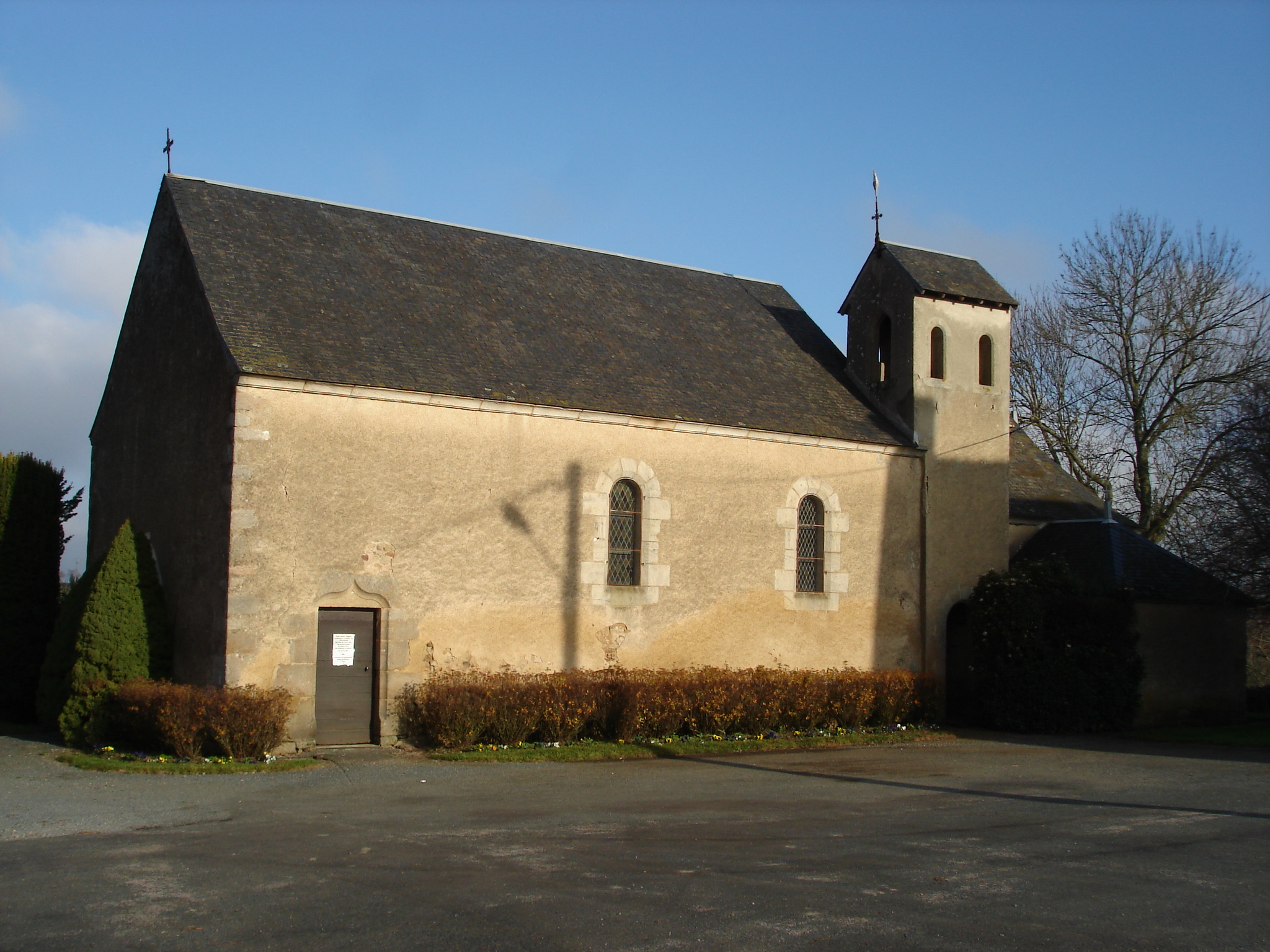
Kirche Saint-Martin
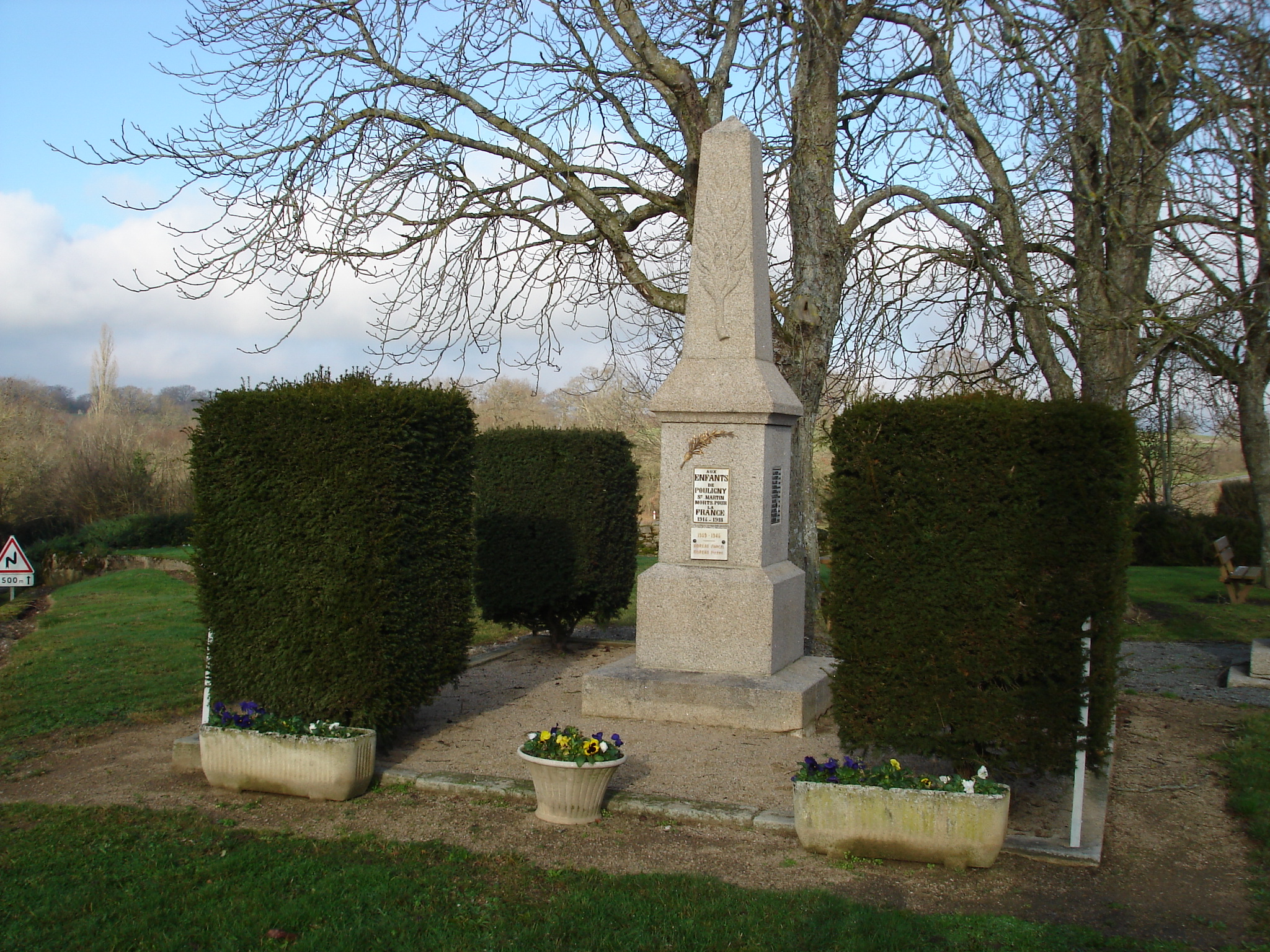
Gefallenendenkmal

- Kirche Saint-Martin
- Gefallenendenkmal